# José Simões Dias

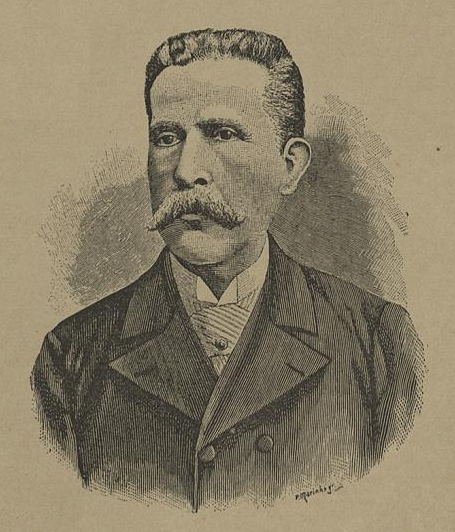
José Simões Dias w piśmie O Occidente (1899)

José Simões Dias (ur. 1844, zm. 1899) – portugalski poeta, krytyk literacki i polityk.

## Życiorys
José Simões Dias urodził się 5 lutego 1844 roku w miejscowości Benfeita. Był literatem i politykiem, posłem do parlamentu. Pisał poezje i opowiadania. Był również uczonym iberystą, badaczem mitu Don Juana w literaturze hiszpańskiej. W 1868 ożenił się z Guilherminą Simões da Conceição. Zmarł w Lizbonie 3 marca 1899 roku.

## Twórczość
José Simões Dias był przedstawicielem romantyzmu, zwłaszcza tak zwanego ultra-romantyzmu, choć w jego twórczości można odnaleźć pierwiastki parnasistowskie, a nawet realistyczne, zwłaszcza w krótkiej prozie. Wydał między innymi tomiki Peninsulares (1876), Ficção – Figuras de Cera (1898) i Figuras de Gesso (1906). Opublikował też tom studiów A Espanha Moderna (1877). Pisał elegie (Musa dolorosa), 
Posługiwał się zarówno wierszem białym, jak i rymowanymi strofami, na przykład tercyną (Lacrimae rerum) lub strofą siedmiowersową abaabcc (Musa peninsular) i oktawą (Aos párias). W jego dziele jest też obecna forma sonetu (A Jesus).